# Gioca con me
Gioca con me è il terzo singolo estratto dall'album di Vasco Rossi Il mondo che vorrei, che vanta la partecipazione alle chitarre di Slash.
Il brano è prima uscito solo in formato digitale, per poi uscire, l'11 luglio 2008, in formato CD con sette versioni remixate e il videoclip diretto da Swan. Inoltre è uscito anche in formato 12" in edizione limitata di sole 3000 copie.
Tramite Radio DeeJay e la EMI è stato indetto anche un concorso per remixare il brano. Su oltre 100 remix presentati si è aggiudicato il disco di platino in premio il remix di Dj Mauro Vay.
Ha raggiunto la top 5 dei brani più trasmessi in radio.

## Video musicale
Nel videoclip, girato in parte a Berlino, appare continuamente il fondoschiena della studentessa Alessia Lotti, metafora del contenuto "piccante" della canzone.

## Formazione
- Vasco Rossi – voce
- Tony Franklin – basso
- Matt Laug – batteria
- Slash – chitarra
- Alessandro Cortini – tastiera
- Simone Sello, Luciano Palermo – cori

## Classifiche
| Classifica (2008) | Posizione massima |
| ----------------- | ----------------- |
| Italia            | 15                |